# Donau-Kaltzeit
Die Donau-Kaltzeit (auch Donau-Glazial oder umgangssprachlich Donau-Eiszeit) ist eine Kaltzeit des Pleistozäns. Sie ist im traditionellen viergliedrigen Kaltzeitschema der Alpen nach Albrecht Penck nicht enthalten. Die Donau-Kaltzeit wurde von Barthel Eberl 1930 nach der Donau benannt. Die Donau-Kaltzeit ist die älteste Vereisung der Alpen, die sich auch außerhalb des Iller-Lech-Gebiets nachweisen lässt. Der Donau-Kaltzeit ging die Biber-Donau-Warmzeit voraus, sie wurde gefolgt von der Donau-Günz-Warmzeit.

## Gliederung
Vor der Ausgliederung als eigenes Glazial wurden die betreffenden Ablagerungen in das so genannte Mindel I eingeordnet. Die Abgrenzung von der älteren Biber-Kaltzeit und der jüngeren Günz-Kaltzeit geschieht anhand der Position der Schotterflächen, die Bestandteil der Deckschotter im Sinne von Penck sind und Untere Deckschotter genannt werden.
Wie alle älteren Glaziale der Alpen ist die Donau-Kaltzeit in der Glazialgliederung der Alpen nur schwer genau fassbar; nach Habbe (2007) ist sie wahrscheinlich ungefähr mit dem Menapium-Komplex der holländischen Glazialgliederung gleichzusetzen (in Norddeutschland Pinnau-Kaltzeit). Diese Zuordnung ist nicht gesichert, falls sie jedoch zutrifft, ist die Donau-Kaltzeit mit der Sauerstoff-Isotopenstufe (Marine Isotope Stage, MIS) 26 und 28 zu parallelisieren und wäre somit in den Zeitraum von etwa 950.000 bis 1.000.000 Jahre vor heute einzustufen.
Wahrscheinlich war während der Donau-Kaltzeit vor allem der Alpenraum von Eis bedeckt, von dem aus einzelne Gletscherzungen in das Vorland vordrangen. Stark unterschiedliche zeitliche Einstufungen anhand von Fossilien sprechen dafür, dass die als Schmelzwasserterrassen interpretierten Schotterkörper in mehreren Phasen entstanden sind.
Nachdem Barthel Eberl 1930 seine Forschungsergebnisse publiziert hatte, fand er in Alfred Wegeners und Wladimir Köppens 1922 veröffentlichtem Buch über die Vorzeitklimate, dass seine Periodisierung mit den von Milutin Milanković postulierten Orbitalzeitskalen des Pleistozäns überraschend genau korrelierte. Somit resultierte aus der Synthese von theoretischen Erwägungen und praktischen Feldstudien ein starkes Indiz für die auf periodischen Schwankungen der Erdbahnparameter beruhenden Eiszeithypothese von Milanković. Nachdem Eberl die Übereinstimmung der Periodisierung geologischer Daten mit den Milanković-Zyklen für den Nordrand der Alpen zeigen konnte, wurde 1950 durch Cesare Emiliani die globale Auswirkung der Erdbahnschwankungen durch Analysen der stabilen Sauerstoff-Isotope 18O/16O (δ18O = Delta-O-18) anhand schnell wachsender Korallen der Karibik nachgewiesen. Auf dieser Grundlage konnten von nun an langfristige globale Klimaschwankungen den Milanković-Zyklen zugeordnet und entsprechend datiert werden.
In der jüngsten erdgeschichtlichen Vergangenheit beanspruchte ein Zykluswechsel etwas mehr als 100.000 Jahre und war damit an die gleich langen Veränderungen der Erdumlaufbahn (Exzentrizität) gekoppelt. Diese Periode trat in voller Ausprägung erstmals im frühen Mittelpleistozän auf. Vorher – das heißt seit Beginn des Quartärs (2,6 mya) – betrug die Zyklusdauer lediglich 41.000 Jahre und korrelierte zu dieser Zeit mit dem veränderlichen Neigungswinkel der Erdrotationsachse. Die Donau-Kaltzeit lag großteils innerhalb des 41.000-Jahre-Zyklus, ihr Ende fiel hingegen in den mittelpleistozänen Übergang, als sich die 100.000-Jahre-Periodizität allmählich etablierte.

## Vorkommen
Reste der Unteren Deckschotter der Donau-Kaltzeit bestehen zumeist aus stark verwittertem Schotter aus den Kalkalpen und finden sich vor allem auf hochgelegenen Schotterflächen im Iller-Lech-Gebiet; diese Region ist auch das Typgebiet. Als Ablagerungen der Donau-Kaltzeit werden unter anderem die Zusam-Plattenschotter westlich von Augsburg sowie Teile der Aindlinger Platte nördlich von Augsburg eingestuft, ebenso weitere Vorkommen im Gebiet von Iller und Mindel sowie südlich von Memmingen (Schotter der Kronburg und des Hohen Rain). Moränen der Donau-Kaltzeit sind im nördlichen Alpenvorland nicht nachgewiesen. Ebenso werden die vorwiegend aus Dolomit bestehenden Höheren Deckenschotter des Irchel in das Donau-Glazial eingestuft, unter Umständen gehören auch die so genannten Eichwaldschotter im Gebiet des Salzachgletschers in das Donau-Glazial.